# 小威廉·海爾賽
小威廉·弗雷德里克·海爾賽，GBE（英語：William Frederick Halsey, Jr.，1882年10月30日—1959年8月16日），又譯為豪爾賽、豪爾錫，是美國海軍五星上將，於二戰太平洋戰爭的大部分期間皆擔任第三艦隊司令，对抗日本在此地區的擴張。

## 早期生活
小威廉·弗雷德里克·海爾賽於1882年10月30日在新澤西州伊莉莎白出生，父親老威廉·弗雷德里克·海爾賽（William Frederick Halsey, Sr.）為美國海軍上校。長大後曾因未獲海軍提名進入海軍學院而於1899年進入朋友就讀的弗吉尼亞大學學習醫學，以期畢業後進入海軍當軍醫。海爾賽後來承認自己在大學的一年學到的不多，但他在大學擁有一段快樂時光。他亦成為了跨校兄弟會聖安東尼堂的成員，從此以後，海爾賽戴著的手錶錶帶上都刻有該組織標誌。1904年，海爾賽在美國海軍學院畢業，修讀期間更獲得數個田徑獎項。進入海軍後，早年他在戰艦和魚雷艇上服役。由於當時美國海軍正在擴張，並缺少軍官，海爾賽幸运地跳過中尉軍階，直接從少尉晉升为上尉。他的專才為魚雷和魚雷艇，並於1912年至1913年間擔任大西洋艦隊第一隊魚雷艇隊的司令。及後於1910年代至1920年代間曾成為數艘魚雷艇和驅逐艦的艦長。海爾賽在第一次世界大戰中晉升為少校，並於1918年擔任邵號驅逐艦艦長。一次大戰後，獲當局頒授海軍十字勳章。

## 一次大戰後
1922年至1925年間，海爾賽於美國駐德國大使館擔任海軍武官，曾擔任戴爾號驅逐艦的艦長。1927年升任上校。1930年至1932年間，海爾賽已成為兩隊驅逐艦分隊的隊長。1930年代中期，海爾賽進入美國海軍戰爭學院進修。及後在擔任航空母艦的艦長前，海爾賽接受了有關航空飛行的訓練。在飛行員與領航員的課程之間，海爾賽堅持修讀較艱深的飛行員課程。結果他成為該屆最後一位結業學員。完成課程後，海爾賽先後擔任了薩拉托加號航空母艦艦長和彭薩科拉海軍航空站站長。1938年，升任少將，並在及後三年擔任航空母艦分隊的司令。1940年升任中將，並成為航母艦隊司令。

## 二戰期間

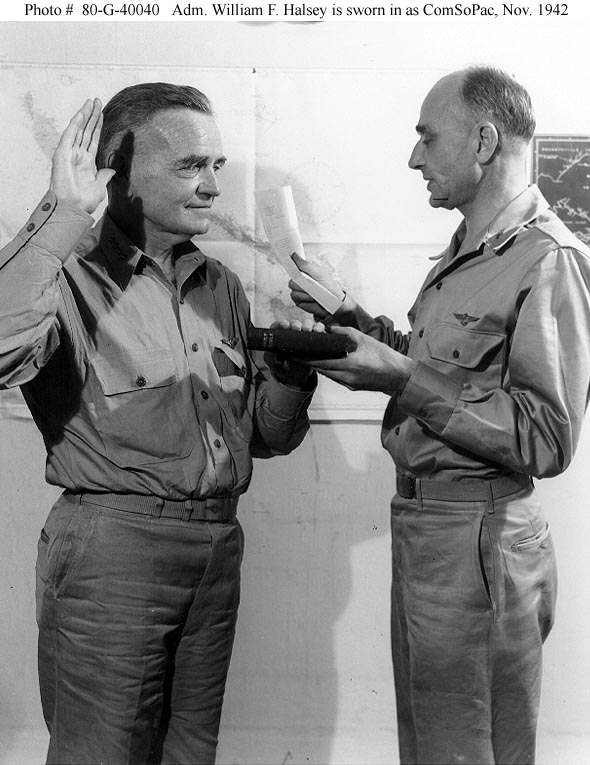
海爾賽（左）宣誓就任南太平洋戰區總司令

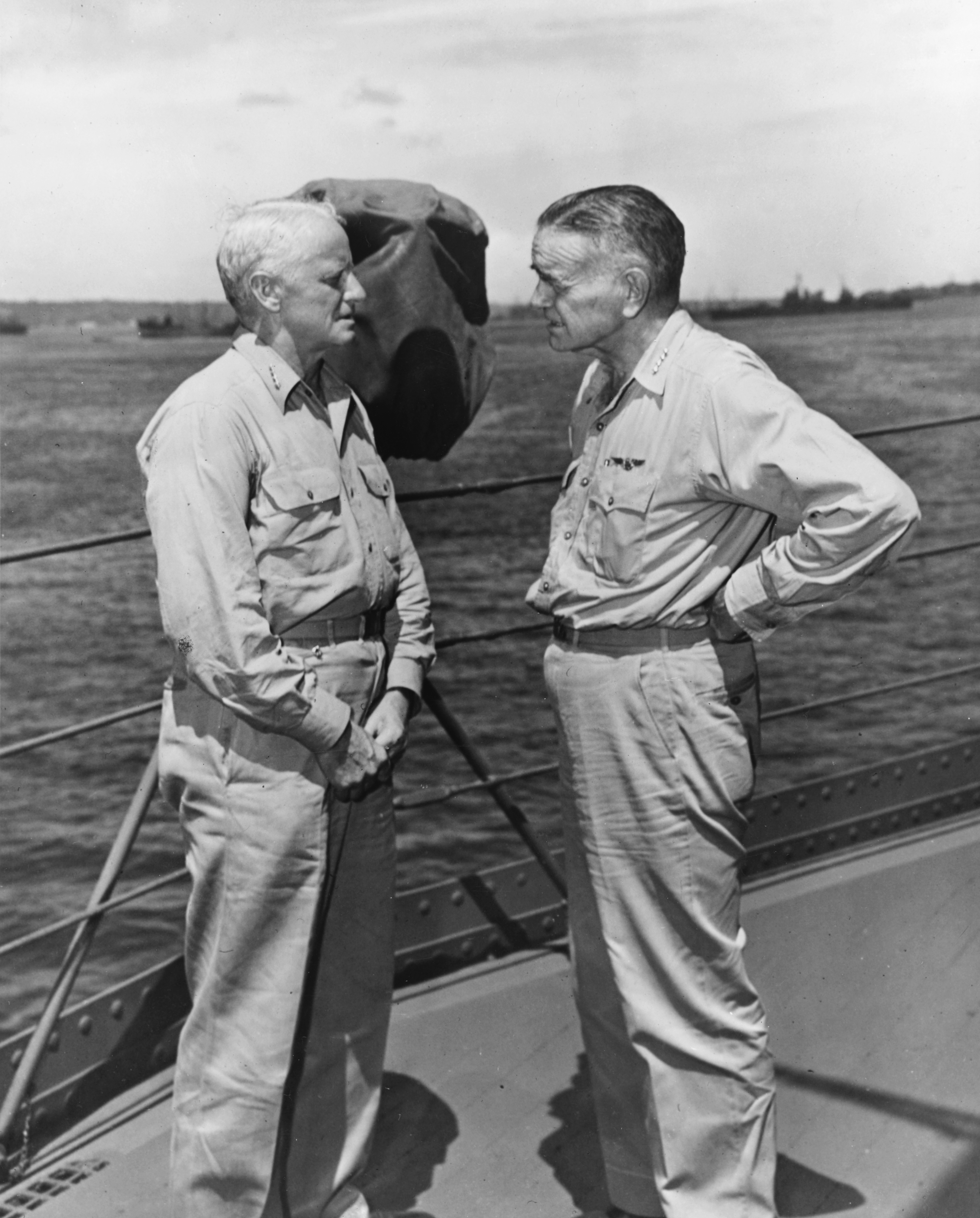
海爾賽（右）和尼米茲，攝於1943年

1941年12月7日，當日本對美國發動珍珠港事件的時候，海爾賽和他的旗艦企業號正執行向威克島運送飛機的任務。在知悉日本發動突襲後，謠傳海爾賽評說：「戰爭完結後，日語將只會在地獄通用。」其後在戰爭中，海爾賽明顯地向屬下軍官和士兵展現其對日本人的蔑視，以期增強軍隊的士氣。其中一個例子就是他的口號，較著名的有「殺（日本）鬼子，殺鬼子，殺更多的鬼子！」（Kill Japs, Kill Japs, Kill More Japs!）及「殺更多黃皮小渾蛋，我們就能更快回家！」（The more of the little yellow bastards you kill, the quicker we go home! ）等。而在戰爭的首半年，海爾賽的航母艦隊主要是突襲日本在太平洋控制的島嶼，及參與杜立德空襲行動。此時，海爾賽採用其後經常使用的口號：「痛打、快打、常打（日本人）」（Hit hard, hit fast, hit often）。
海爾賽一生大部分時間都為牛皮癬所困擾。1942年6月，海爾賽因為此皮膚病而不能參與中途島戰役。他的席位由雷蒙德·阿姆斯·斯普魯恩斯少將接任，而剛參與了珊瑚海海戰的法蘭克·傑克·弗萊徹中將則出任作戰指揮。海爾賽更讓斯普魯恩斯借用他的參謀長邁爾斯·布朗寧，協助斯普魯恩斯指揮作戰。雖然斯普魯恩斯和布朗寧未能良好地溝通，但最終美軍在中途島戰役還是能夠大敗日軍。
1942年10月18日，海爾賽在瓜達爾卡納爾島戰役的關鍵時刻接任美軍南太平洋戰區總司令，並於一個月後獲升任上將。1943年2月，當確保了瓜達爾卡納爾島的安全後，海爾賽派兵掃蕩索羅門群島其他島嶼並佔領布干維爾島，更成功佔據部分俾斯麥群島，孤立了日軍在拉包爾的強大軍事基地。
1944年5月，當戰事移師菲律賓和日本本土時，海爾賽被調回任第三艦隊司令。此後於1944年9月至1945年1月間，海爾賽帶領第三艦隊攻佔了帛琉、雷伊泰島和呂宋島，並空襲了多個日軍基地。

### 雷伊泰灣海戰
1944年10月，美國第七艦隊的兩棲部隊大舉登陸菲律賓中部的雷伊泰島。在這次行動中，海爾賽的第三艦隊負責保護第七艦隊在雷伊泰島附近的行動。
對此，日軍發動了捷號作戰，動用了聯合艦隊差不多全部戰力，力求將雷伊泰灣的美軍摧毀。為了引開美軍的戰力，一隊由小澤治三郎中將指揮，只搭載少量艦載機的航母艦隊（即「北方艦隊」），在較北水域行動。至於主要戰力，則投放在中央及南方艦隊，兩隊艦隊共7艘戰列艦和16艘巡洋艦計畫開進雷伊泰灣，摧毀當時無艦隊保護的登陸部隊。這次作戰就是雷伊泰灣海戰，是二戰中最大規模的海戰，某程度上也是海軍史上最大規模的戰役。
10月23日，由栗田健男中將帶領的日本中央艦隊被美軍哨戒的潛艦發現和攻擊。翌日，中央艦隊受到第三艦隊的艦載機攻擊，損失了其中一個重要戰力──武藏號戰艦。在其他艦船也受到不同程度的損毀下，栗田突然下令中央艦隊向西撤退，但不久後再次按原定計畫向聖貝納迪諾海峽前進。至此，小澤在北方的誘敵艦隊方為第三艦隊發現。海爾賽根據這項情報，立刻決定調動所有可用兵力向北移動，以便於25日早上消滅航母艦隊。他的決定令聖貝納迪諾海峽進入無人防守的狀態。
海爾賽調動艦隊向北追擊日本的航母艦隊，但他未有將他的決定通知第七艦隊的總司令托馬斯·金凱德中將，而第七艦隊只能從截取的海爾賽對其屬下艦隊所發的命令得知這次調動。但這個不清晰的命令令金開德和他的屬下誤以為海爾賽只帶領旗下三個航母戰鬥群往北移動，而留下由戰艦組成的第34特遣隊（司令為威利斯·李中將）鎮守聖貝納迪諾海峽。
雖然24日晚上至25日凌晨間陸續出現與海爾賽當初假定日本的中央艦隊已被擊退不吻合的空中偵察報告，但海爾賽並沒有改變他的決定，並繼續帶領第三艦隊離開聖貝納迪諾海峽和雷伊泰灣，向北追擊小澤的艦隊，只因為其中有航母。
。
結果，當栗田的中央主力艦隊在25日早上通過聖貝納迪諾海峽後，他們並沒有像預期般遇上美軍的艦隊。此後栗田按計畫帶領艦隊沿海岸線南下，以攻擊美軍登陸艦艇。日軍艦隊的出現完全出乎第七艦隊的意料之外。在這場壓倒性的戰鬥中，栗田的艦隊擊沉了一艘輕型航母和三艘護衛艦，但因為護衛戰鬥群奮勇抵抗，加上栗田的怯懦，莫名的主動撤退了而喪失最適合也是最後的特攻機會，使日軍最終再也沒有的機會以艦隊近戰的機會，扭轉缺乏航母與艦載機的新海戰型態。
自第七艦隊受日軍艦隊攻擊時，艦隊司令金開德一直向海爾賽發訊要求增援，但當時正追擊航母艦隊的海爾賽完全沒有理會。最終，在早上10時，太平洋艦隊總司令尼米茲上將發訊給第三艦隊：「全世界都想知道第34特混艦隊，在哪裡？」這份電報使海爾賽最終於11時15分轉向駛回聖貝納迪諾海峽，但因為海爾賽決定為艦隊的驅逐艦加油又耽誤了兩個半小時。最終，當第三艦隊趕到的時候，日軍已經撤退，未能增援第七艦隊及堵塞日軍的退路。
海爾賽在24至25日所做的決策，日後成為他職業生涯中最受到抨擊的過失之一。

### 颱風
雷伊泰灣海戰後，第三艦隊在12月中與另一個強大的對手──颱風眼鏡蛇（又稱為「海爾賽的颱風」）交戰。
當時第三艦隊正在協助菲律賓的戰役，颱風來臨時，艦隊並沒有避開颱風，結果令三艘驅逐艦翻沉、多艘艦船相撞而造成損害及損失146架艦載機，並導致約800人死亡。一個月後，第三艦隊再次受到颱風的襲擊，但這次規模較小。海軍訊問法庭發現事件是因為海爾賽誤判而導致艦隊駛進颱風中。
1945年1月，海爾賽將艦隊移交予斯普魯恩斯上將（艦隊編號也立即轉為第五艦隊）。4個多月後，因為沖繩島戰役讓第五艦隊的指揮官們的體力和精力消耗殆盡，於是尼米茲再度將艦隊移交予海爾賽，並恢復其第三艦隊總司令的職務（艦隊編號也立即轉為第三艦隊），並一直指揮第三艦隊，直到戰爭結束。
1945年6月，海爾賽指揮的艦隊再度誤入颱風中。雖然沒有造成艦船沉沒，但艦船相撞仍造成一定程度的損毀。另外也導致6人死亡，75架飛機損失或毀爛，另約70架嚴重損毀。海軍訊問法庭這次建議將海爾賽改派其他職位，但尼米茲上將基於海爾賽之前的功績而提出反建議。
1945年9月2日，日本在他的旗艦密蘇里號簽署投降书，當時海爾賽也在場。

## 戰後
雖然海爾賽在雷伊泰灣海戰的表現頗具爭議，以及率領艦隊誤入颱風帶的過失，但他還是在1945年12月獲升為五星上將，並於兩年後的1947年3月退役。1959年8月20日，海爾賽與世長辭，享年76歲。死後獲安葬於阿靈頓國家公墓。其妻於1968年過世後與海爾賽合葬。

## 軍階
| 少尉         | 中尉         | 上尉         | 少校          | 中校         | 上校          |
| O-1          | O-2          | O-3          | O-4           | O-5          | O-6           |
| ------------ | ------------ | ------------ | ------------- | ------------ | ------------- |
|              |              |              |               |              |               |
| 1906年2月2日 | 1909年2月2日 | 1909年2月2日 | 1916年8月29日 | 1918年2月1日 | 1927年2月10日 |

| 准將           | 少將         | 中將          | 上將           | 五星上將       |
| O-7            | O-8          | O-9           | O-10           | O-11           |
| -------------- | ------------ | ------------- | -------------- | -------------- |
|                |              |               |                |                |
| 當時未有此軍階 | 1938年3月1日 | 1940年6月13日 | 1942年11月18日 | 1945年12月11日 |

海爾賽從未擁有過中尉的軍階──他以少尉服役三年後獲直接升為上尉。但因行政理由，海爾賽在海軍的紀錄指他在同一日獲升至中尉和上尉。另外，在海爾賽獲升為少將的時候，美國海軍還未設立一星准將軍階。故海爾賽是從上校直接升為二星少將。

## 獲得榮譽

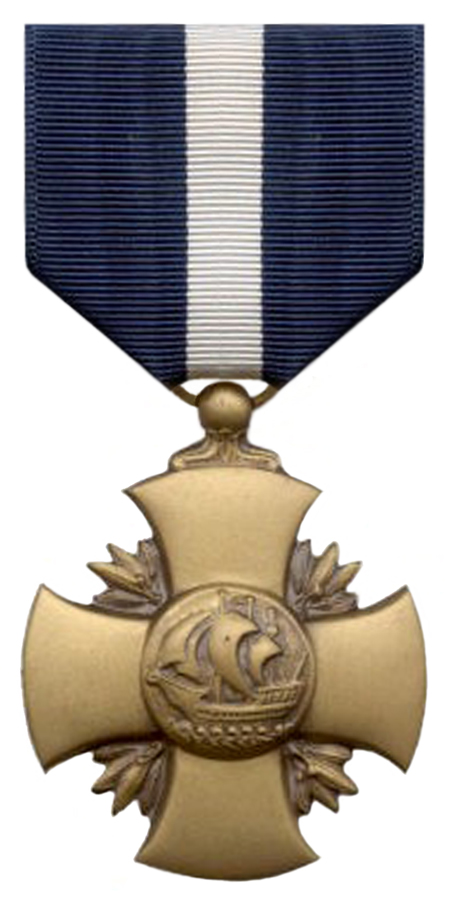
海軍十字勳章

- 海軍十字勳章
- 美國世界大戰服役獎章
  - 一戰勝利紀念章（加敘驅逐艦勳扣）
  - 二戰勝利紀念章
  - 本土防禦服役獎章
  - 美國本土戰功獎章
  - 亞太戰功獎章
- 海軍卓越服務勳章（加敘三粒金星）
- 陸軍卓越服務勳章
- 總統單位嘉獎勳
- 美國防衛服務獎章
- 墨西哥戰役獎章
- 國家防衛服務獎章
- 菲律賓獨立獎章
- 大英帝國爵級大十字勳章

## 以海爾賽命名的事物

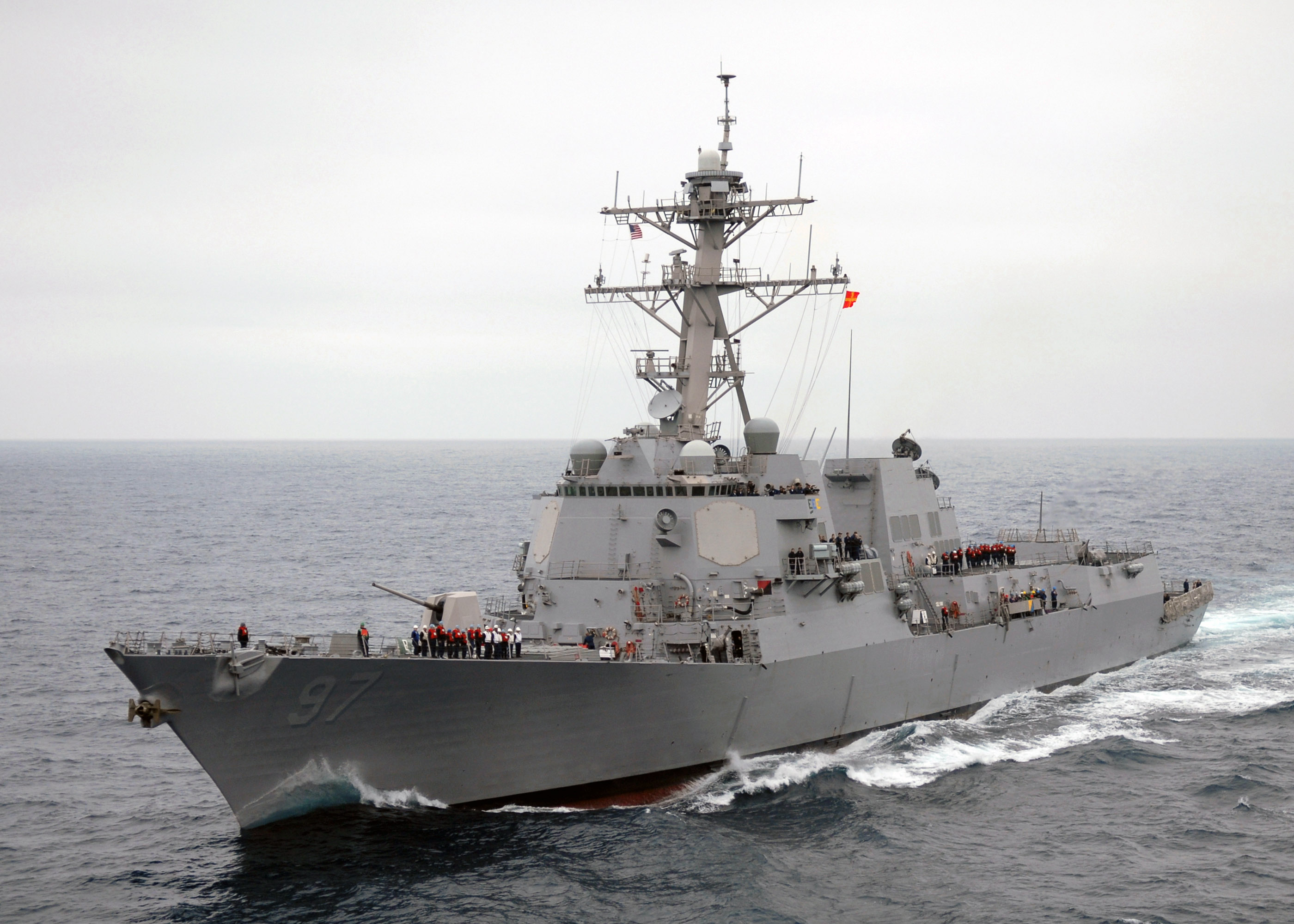
海爾賽號驅逐艦（USS Halsey (DDG-97)）

- 至今已有兩艘船艦以海爾賽命名：一艘為李海級巡洋艦（編號：DLG/CG-23），另一艘為阿利·伯克級驅逐艦海爾賽號驅逐艦（USS Halsey (DDG-97)）
- 1960年10月20日，加州聖地牙哥的北島海軍航空站的機場在一個慶祝美國海軍航空50週年（1911-1961）的活動中向海爾賽致敬。[8]
- 至少兩家美國院校有以海爾賽命名的建築：一座為海爾賽的母校弗吉尼亞大學的海爾賽樓，另一座為美國海軍學院的海爾賽運動場。
- 賓夕法尼亞州匹兹堡市內的海爾賽巷是以海爾賽命名的。
- 在海爾賽的家鄉，新澤西州聯合縣伊莉莎白的伊莉莎白高校內海爾賽綜合大樓是以海爾賽命名的。此外，在同縣斯普林菲爾德鎮的強納生·戴頓高校，則將學校禮堂以海爾賽之名重新命名。

## 流行作品中的登場
- 保羅·麥卡尼和琳達·麥卡尼在1971年推出的熱門流行曲《愛爾伯特叔叔/海爾賽上將》（Uncle Albert/Admiral Halsey）中有提及海爾賽。
- 在湯姆·克蘭西的小說系列中，主角傑克·雷恩是一本名為《海上鬥士》（Fighting Sailor）的海爾賽傳記的作者。所以故事中也有提及海爾賽。
  - 在小說《獵殺紅色十月》改編的同名電影中，則有貶損海爾賽的對白：「我知道這本書（《戰鬥的水手》）。雷恩，你的結論全都是錯的。海爾賽都是愚蠢地做事。」[9]
  - 在小說《紅兔子》中，海爾賽因主角所編的傳記而被提及。
- 海爾賽在賀文·沃克的兩本小說中登場。
  - 在《戰爭之風》（The Winds of War）中，海爾賽只是一個次要角色，並沒有太多登場機會。1983年，小說被改編為同名電視劇。
  - 在戰爭之風的續作《戰爭與回憶》（War and Remembrance）中，海爾賽是其中一位配角，較前作有較多登場機會。小說改編的同名電視劇於1988年播出。
- 在記述雷伊泰灣海戰的雷暴之海一書中，海爾賽是四位主要角色之一。
- 海爾賽是一些電影和電視劇內登場的角色。[10]
  - 《東京上空三十秒》（Thirty Seconds Over Tokyo，1944年）：記述杜立德空襲。
  - 《永恆之海》（The Eternal Sea，1955年）
  - 《戰鬥崗位》（Battle Stations，1957年）
  - 《英勇時刻》（The Gallant Hours，1960年）：海爾賽傳記電影。
  - 《虎！虎！虎！》（Tora! Tora! Tora!，1970年）：記述珍珠港事件。
  - 《中途島（英语：Midway (1976 film)）》（Midway，1976年）：記述中途島戰役。
  - 《麦克阿瑟传》（MacArthur，1977年）
  - 《戰爭之風（英语：The Winds of War (miniseries)）》（1983年），源自二戰的長篇小說《战争风云》
  - 《戰爭與回憶》（1988年）
  - 《珍珠港》（2001年）：記述珍珠港事件。
  - 《決戰中途島》（Midway, 2019年）
- 電影《桂河大橋》中，男主角希爾斯為他冒充軍官辯護時說，「因為我在叢林中瘋了，越來越糟，你知道嗎？有時我以為我是海爾賽海軍上將。」[11]
- 在約翰·伯明罕（英语：John Birmingham）的時間軸（英语：Axis of Time）三部曲小說中，海爾賽和尼米茲均是作品中的次要角色。
- 海爾賽是哈利·托特達夫的小說《向東前進》（Drive to the East）中的一個小角色。故事假設美利堅合眾國和美利堅邦聯和在二戰期間的交戰。故事中海爾賽參與了強渡弗吉尼亞州的拉帕漢諾克河，讓合眾國士兵繼續向美利堅邦聯的首都──弗吉尼亞州的列治文市前進。
- 在電視節目《JAG》中，虛構角色海軍軍法處處長愛爾伯特·切爾韋登的辦公室內，掛上了海爾賽的美國海軍官方照片。
- 1951年3月4日，海爾賽是電視遊戲節目《What's My Line》第40集的神秘嘉賓。當時，參加者正確地猜出他的身分。[12]
- 在2018年5月30日，海爾賽加入了網路遊戲《戰艦世界 （页面存档备份，存于）》的0.7.5版本中，成爲完成特定任務的最終獎勵。在其中，海爾賽作爲美國海軍傳奇艦長，技能擁有特殊的加成。
- 海爾賽是對2001年7月23日－2010年日本漫畫家川口開治的作品《次元艦隊》的登場人物。

## 外部連結
- 海爾賽的簡介和海軍保存的照片，美國海軍歷史中心
- 海洋師團